# Tatomirești (okręg Dolj)
Tatomirești – wieś w Rumunii, w okręgu Dolj, w gminie Brădești. W 2011 roku liczyła 990 mieszkańców.